# PEC in het seizoen 1935/36
Het seizoen 1935/1936 was het 26e jaar in het bestaan van de Zwolse voetbalclub PEC. De club kwam uit in de Eerste Klasse Oost. Ook werd deelgenomen aan het toernooi om de KNVB beker.

## Wedstrijdstatistieken

### Eerste Klasse Oost
| Sportclub Enschede                                                 |                                                                                          |               |                                                                                            |
|                                                                    | PEC                                                                                      | 1 – 5 (1 – 3) | Sportclub Enschede                                                                         |
| 15 maart 1936 Plaats: Zwolle Gemeentelijk Sportpark                | Jan van der Meulen 35'                                                                   |               | Wim ten Duis 45' Gerrits 75' Gerrits 81' Gerrits                                           |
|                                                                    | Sportclub Enschede                                                                       | 2 – 1 (1 – 0) | PEC                                                                                        |
| 15 december 1935 Plaats: Enschede G.J. van Heekpark                | Gerrits 40' Johan Gerritsen 90'                                                          |               | 61' Huub Pallandt                                                                          |
| Go Ahead                                                           |                                                                                          |               |                                                                                            |
|                                                                    | PEC                                                                                      | 1 – 1 (0 – 0) | Go Ahead                                                                                   |
| 17 november 1935 Plaats: Zwolle Gemeentelijk Sportpark             | Jan van der Meulen 50'                                                                   | IJsselderby   | 53' Harry Wagenvoorde                                                                      |
|                                                                    | Go Ahead                                                                                 | 1 – 0 (1 – 0) | PEC                                                                                        |
| 1 maart 1936 Plaats: Deventer De Adelaarshorst                     | Henny Koopman 1'                                                                         | IJsselderby   |                                                                                            |
| AVC Heracles                                                       |                                                                                          |               |                                                                                            |
|                                                                    | PEC                                                                                      | 0 – 3 (0 – 0) | AVC Heracles                                                                               |
| 6 oktober 1935 Plaats: Zwolle Gemeentelijk Sportpark               |                                                                                          |               | 53' Freek Jaarsma 54' Wim Tusveld 86' Bernard Bulters                                      |
|                                                                    | AVC Heracles                                                                             | 0 – 0         | PEC                                                                                        |
| 9 februari 1936 Plaats: Almelo Gemeentelijk Sportpark Bornsestraat |                                                                                          |               |                                                                                            |
| AGOVV                                                              |                                                                                          |               |                                                                                            |
|                                                                    | PEC                                                                                      | 3 – 0 (1 – 0) | AGOVV                                                                                      |
| 22 september 1935 Plaats: Zwolle Gemeentelijk Sportpark            | Huub Pallandt (pen) 35' Jan van der Meulen 75' Theo Eikenaar                             |               |                                                                                            |
|                                                                    | AGOVV                                                                                    | 3 – 0 (1 – 0) | PEC                                                                                        |
| 5 januari 1936 Plaats: Apeldoorn Sportpark Berg & Bos              | Ribbers 30' de Jong 60' Ribbers 90'                                                      |               |                                                                                            |
| Z.A.C.                                                             |                                                                                          |               |                                                                                            |
|                                                                    | PEC                                                                                      | 4 – 2 (2 – 1) | ZAC                                                                                        |
| 23 februari 1936 Plaats: Zwolle Gemeentelijk Sportpark             | Jan van der Meulen 15' Jan van der Meulen 20' Lulof Heetjans Geert Vogelzang             |               | 25' Arie Schuit (e.d.) Harry van der Vegte                                                 |
|                                                                    | ZAC                                                                                      | 0 – 4 (0 – 2) | PEC                                                                                        |
| 13 oktober 1935 Plaats: Zwolle Sportpark Veerallee                 |                                                                                          |               | 15' Jan van der Meulen Frans Tausch Jan van der Meulen                                     |
| WVV Wageningen                                                     |                                                                                          |               |                                                                                            |
|                                                                    | PEC                                                                                      | 0 – 0         | WVV Wageningen                                                                             |
| 29 december 1935 Plaats: Zwolle Gemeentelijk Sportpark             |                                                                                          |               |                                                                                            |
|                                                                    | WVV Wageningen                                                                           | 1 – 0 (0 – 0) | PEC                                                                                        |
| 15 september 1935 Plaats: Wageningen Stadion de Wageningse Berg    | de Gooyer 75'                                                                            |               |                                                                                            |
| HVV Tubantia                                                       |                                                                                          |               |                                                                                            |
|                                                                    | PEC                                                                                      | 4 – 0 (2 – 0) | HVV Tubantia                                                                               |
| 24 november 1935 Plaats: Zwolle Gemeentelijk Sportpark             | Jan van der Meulen 15' Lulof Heetjans Huub Pallandt 60' Lulof Heetjans                   |               |                                                                                            |
|                                                                    | HVV Tubantia                                                                             | 1 – 4 (0 – 2) | PEC                                                                                        |
| 22 maart 1936 Plaats: Hengelo Sportpark De Bijenkorf               | Toon Visser                                                                              |               | 36' Frans Tausch 41' Huub Pallandt Jan Manni Lulof Heetjans                                |
| Enschedese Boys                                                    |                                                                                          |               |                                                                                            |
|                                                                    | PEC                                                                                      | 4 – 2 (2 – 1) | Enschedese Boys                                                                            |
| 26 januari 1936 Plaats: Zwolle Gemeentelijk Sportpark              | Jan Manni 15' Lulof Heetjans 25' Jan van der Meulen Lulof Heetjans                       |               | Harsselaar 65' Harsselaar                                                                  |
|                                                                    | Enschedese Boys                                                                          | 1 – 2 (0 – 1) | PEC                                                                                        |
| 29 september 1935 Plaats: Enschede Volkspark                       | Harsselaar 85'                                                                           |               | 42' Jan van der Meulen 83' Theo Eikenaar                                                   |
| SCH                                                                |                                                                                          |               |                                                                                            |
|                                                                    | PEC                                                                                      | 6 – 6 (2 – 2) | SCH                                                                                        |
| 13 april 1936 Plaats: Zwolle Gemeentelijk Sportpark                | Frans Tausch Geert Vogelzang Frans Tausch Geert Vogelzang (pen) Jan Manni Harry Kliphuis |               | 15' Bosman 30' Bosman (pen) Bosman                                                         |
|                                                                    | SCH                                                                                      | 2 – 6 (2 – 1) | PEC                                                                                        |
| 22 december 1935 Plaats: Nijmegen Sportpark De Biezen              | Leseman 15' Knier 30'                                                                    |               | (pen) Jan Manni Jan van der Meulen Frans Tausch Huub Pallandt Jan van der Meulen Jan Manni |

### KNVB beker
| 4e ronde                                             | HBS                                                                                | 6 – 1 (2 – 0) | P.E.C.                 |
| 26 december 1935 Plaats: Den Haag Sportpark Houtrust | Ophorst Beb Bakhuijs 39' Beb Bakhuijs 53' Ophorst 56' Boelhouwer 72' van Vliet 76' |               | 81' Jan van der Meulen |

## Statistieken PEC 1935/1936

### Eindstand PEC in de Nederlandse Eerste Klasse Oost 1935 / 1936
| Stand | Gespeeld | Gewonnen | Gelijk | Verloren | Punten | Doelpunten voor | Doelpunten tegen |
| ----- | -------- | -------- | ------ | -------- | ------ | --------------- | ---------------- |
| 4e    | 18       | 8        | 4      | 6        | 20     | 40              | 30               |

### Punten per tegenstander
|       | Sportclub Enschede | Go Ahead | AVC Heracles | AGOVV | Z.A.C. | WVV Wageningen | HVV Tubantia | Enschedese Boys | SCH |
| ----- | ------------------ | -------- | ------------ | ----- | ------ | -------------- | ------------ | --------------- | --- |
| Thuis | 0                  | 1        | 0            | 2     | 2      | 2              | 1            | 2               | 1   |
| Uit   | 0                  | 0        | 1            | 0     | 2      | 0              | 2            | 2               | 2   |

### Doelpunten per tegenstander
|       | Sportclub Enschede | Go Ahead | AVC Heracles | AGOVV | Z.A.C. | WVV Wageningen | HVV Tubantia | Enschedese Boys | SCH | Totaal |
| ----- | ------------------ | -------- | ------------ | ----- | ------ | -------------- | ------------ | --------------- | --- | ------ |
| Thuis | 1                  | 1        | 0            | 3     | 4      | 0              | 4            | 4               | 6   | 23     |
| Uit   | 1                  | 0        | 0            | 0     | 4      | 0              | 4            | 2               | 6   | 17     |
|       |                    |          |              |       |        |                |              |                 |     | 40     |